# Tapia
Tapia (em galego-asturiano e oficialmente) ou Tapia de Casariego (em espanhol) é um concelho (município) da Espanha na província e Principado das Astúrias. Tem 66 km² de área e em 2019 tinha 3 786 habitantes (densidade: 57,4 hab./km²).

## Demografia
| Variação demográfica do município entre 1991 e 2004 | Variação demográfica do município entre 1991 e 2004 | Variação demográfica do município entre 1991 e 2004 | Variação demográfica do município entre 1991 e 2004 |
| --------------------------------------------------- | --------------------------------------------------- | --------------------------------------------------- | --------------------------------------------------- |
| 1991                                                | 1996                                                | 2001                                                | 2004                                                |
| 4475                                                | 4455                                                | 4315                                                | 4325                                                |

## Organização Territorial
O município está dividido em quatro freguesias: Tapia, Campos y Salave, La Roda e Serantes. A freguesia de Tapia abriga a vila de Tapia, capital do concelho. É nesta freguesia que se concentra a maior parte da população do concelho. 

A vila está localizada a 10 metros acima do nível do mar, e o seu porto marítimo confere grande atratividade à localidade, aliado à presença de várias praias de qualidade espalhadas por todo o território, tornando-a um destino turístico de interesse, tanto para as regiões centrais de Astúrias como para o restante de Espanha e da Europa. Devido ao turismo, a sua população aumenta consideravelmente durante os meses de verão. 